# Eidetische Reduktion
Eidetische Reduktion (altgriechisch εἶδος ‚die Schau‘, ‚das Geschaute‘ oder ‚Wesen‘ und lateinisch reductio ‚Zurückführung‘) ist ein Begriff und eine Methode der Phänomenologie Edmund Husserls, in der das Wesen eines Phänomens erfassbar gemacht wird.

## Beschreibung
In Abgrenzung zur empirischen Wissenschaft geht die Phänomenologie davon aus, dass komplexe Wahrheiten aus einfacheren aufgebaut sind, die wiederum aus noch einfacheren bestehen. Die Endpunkte dieser Begründungskette werden Phänomene genannt. So bestehe die erste Aufgabe methodischen Denkens im Rekurs auf evidente Phänomene, die durch Intuition mit absoluter Sicherheit gegeben sind (apriorische Erkenntnis). Diese Rückführung der faktischen Eigenschaften der „intentionalen Erlebnisse“ und ihrer Gegenstände auf die eidetische Bestimmtheit, die ihnen zugrunde liegt und für die die faktischen Eigenschaften (Zufälligkeiten, individuelle Besonderheiten) nur auswechselbare Beispiele sind, nennt Husserl eidetische Reduktion. Dabei ist es von großer Bedeutung, sich jeglicher ungesicherter Urteile zu enthalten. Das bedeutet, dass während der phänomenologischen Reflexion alles das ausgeblendet werden muss, was nicht zum Wesen (Eidos) gehört, die Epoché muss universal werden.
Kurt Wuchterl (* 1931) nennt fünf Bereiche, die in diesem Prozess ausgeblendet werden:
1. angelerntes Wissen aus den Wissenschaften sowie metaphysische Spekulationen – alles Mittelbare (vgl. die Atomtheorie, die formale Logik, die Metaphysik),
2. alles aus der Tradition Übernommene,
3. was dem betrachteten Objekt nur aufgrund seiner Beziehung zu meiner Person zugeschrieben, aber von anderen nicht nachprüfbar ist,
4. beliebige Elemente, die auch anders sein können, also nicht wesensnotwendig für das betrachtete Objekt, z. B. die Farbe des Hauses (im Gegensatz dazu, dass das Haus ein Dach hat).
5. Zuletzt wird die objektive Existenz des Erlebten ausgeblendet, weil sie per definitionem als transzendentales Element keinen Bewusstseinsinhalt darstellt und somit nicht zu den evidenten Phänomenen gehören kann.

Da der Mensch die Fähigkeit habe, in der Anschauung eine Wirklichkeit unmittelbar zu erfassen, werde das Wesen losgelöst von den oben genannten Bereichen erfasst. Diese Wesensschau bringt ein Allgemeines, eine allgemeine Form zutage, die allen Einzeldingen derselben Gattung innewohnt.